# Call of Duty Online
Call of Duty Online (також відома як CODOL, CODO, (кит.: Shǐmìng zhàohuàn Online/使命召唤Online) — це безкоштовний онлайн шутер від першої особи що був розроблений студіями Activision Shanghai та Raven Software. Видавцем виступив Tencent Games. Гра спочатку вийшла в публічний бета-тест у 2012, перед тим як офіційно вийти у 2015 в якості ексклюзиву для Китаю. Ця гра повністю безкоштовна (free-to-play) і є першою безкоштовною грою серії Call of Duty. 31 травня 2021, Tencent Games повідомили про закриття серверів гри. Відключені вони були 31 серпня 2021, запрошуючи гравців переходити до Call of Duty: Mobile.

## Історія
Після випуску Call of Duty: Modern Warfare 2, Activision спробували продати гру з серії Call of Duty на китайському маркеті, але це було проблемно через суворі закони китайського маркету. Але у 2011 році завдяки партнерству Activision з Tencent було вирішено створити гру-ексклюзив з серії Call of Duty спеціально для китайського ринку. Під час ранньої розробки та бета-тесту, над створенням гри працювало Activision Shanghai. Пізніше, розробка гри перейшла до Raven Software після чого гра офіційно вийшла у 2015. 31 серпня 2021, Tencent офіційно відключили сервери гри.

## Огляд гри
Гра мала стандартні багатокористувацькі режими що та інші частини серії, з деякими змінами. Гра мала режим «Героїчні Операції (Hero Ops)» місії з сюжетом для одного, кооперативний survival режим, а також ексклюзивний режим «Кіборги (Cyborgs)», що замінював популярний зомбі режим. Ця зміна була введена через китайські закони та цензуру. Гра також дозволяла гравцям купляти/орендувати різні скіни й косметику для їх аватарів. Після релізу, автори випускали оновлення що додавали до гри нову зброю та різні особливості з основних частин франшизи.